# Cestui que
Cestui que (scritto anche cestuy que) è un'abbreviazione di cestui a que use le feoffment fuit fait, letteralmente: "Colui per il quale è stato creato l'infeudamento". È una locuzione medievale del "francese legale" inventata in ambiente inglese, che appare nelle espressioni giuridiche cestui que trust, cestui que use, o cestui que vie. Nell'inglese moderno la frase è comunemente pronunciata come "setty-kay" o "sesty-kay". Secondo Roebuck, Cestui que use viene pronunciato "setticky yuce".

## Descrizione
Il "cestui que use" è la persona a beneficio della quale il trust è stato creato. Il cestui que trust è la persona che ha diritto ad un'equa, anziché giuridica, proprietà. Pertanto, se la proprietà è concessa in uso ad A in trust con B, B è il cestui que trust, ed A il trustee, o il cestui que use. Il termine è stato sostituito nel diritto moderno da quello di beneficiario, e diritto comune dei trust.

## Storia
Il cestui que use e il cestui que trust affondano le proprie radici nel diritto medievale, durante il quale divenne un metodo legale usato per evitare i pagamenti ai grandi feudatari, lasciando ad un altro l'utilizzo del pezzo di terra, il quale non doveva nulla al padrone. Il cestui que veniva spesso utilizzato da quelle persone che si assentavano dal regno per un tempo prolungato (come in caso di Crociata o di avventure commerciali), e che avevano il diritto d'uso di una terra, per il quale dovevano pagare il signore locale. La terra poteva essere concessa in uso ad una terza parte, che non doveva nulla al proprietario.
Inoltre, tale status giuridico è stato creato per eludere lo Statuto di Mortmain (o della Manomorta). Si mirava ad interrompere la pratica piuttosto comune a quel tempo di lasciare beni immobili alla Chiesa nel momento della morte del proprietario. Poiché la Chiesa non è mai morta, la proprietà non ha mai lasciato la "mano morta" ("Mortmain" o Chiesa). Un'altra spiegazione per il termine "manomorta" era che un proprietario di varie generazioni precedenti dettasse ancora il diritto d'uso dopo la morte, attraverso la Chiesa. Da qui il termine "mano morta". Prima dello Statuto di Mortmain, grandi quantità di terra venivano lasciate in eredità alla Chiesa, che non le ha mai cedute, e per secoli sono state oggetto di contesa con la Corona. Il cestui que use consentiva agli ordini religiosi di abitare quella terra, mentre il titolo apparteneva ad un consorzio di giuristi ed altre personalità, che formalmente non avevano relazioni con la Chiesa.